# Неплях, Анна
Анна Неплях (род. 5 июня 1994 года, г. Днепр, Украина) — украинская модель, победительница конкурса «Мисс Украина Вселенная 2021». Ранее она была коронована «Мисс Интерконтиненталь Украины» в 2017 году.

## Жизнь и карьера
Анна Неплях родилась 5 июня 1994 году в Днепре. Она изучала землеустройство и кадастр в Киевский национальный университет строительства и архитектуры (КНУСА) в Киев. В 2020 году она появилась в 10-м сезоне украинской версии Холостяка.
8 февраля 2022 года Анна Неплях попала в ДТП в городе Киеве, модель не пострадала, автомобиль отбуксировали с помощью эвакуатора на СТО.

## Конкурс красоты
Анна Неплях стала победительницей конкурса «Мисс Интерконтиненталь Украина −2017» и представляла Украину на конкурсе «Мисс Интерконтиненталь 2017 -а» на курортах и круизах «Санрайз» в Хургаде, Египет, и соревновалась с 65 другими кандидатами. В полуфинал она не прошла. 15 октября 2021 она соревновалась с 14 другими финалистками на конкурсе «Мисс Украина Вселенная 2021» в Киеве. Она получила титул. Как Мисс Украина — Вселенная, Анна Неплях будет представлять Украину на конкурсе «Мисс Вселенная 2021» в Эйлате, Израиль.